# 礼砲を放つオランダの帆船
『礼砲を放つオランダの帆船』（れいほうをはなつオランダのはんせん、蘭: Een Hollandse jachtgroet、英: A Dutch Yacht Saluting）は、オランダ絵画黄金時代の画家ウィレム・ファン・デ・フェルデ (子) が1661年にキャンバス上に油彩で描いた海景画である。1876年にウィン・エリス (Wynn Ellis) から遺贈されて以来、ナショナル・ギャラリー (ロンドン) に所蔵されている。

## 作品
17世紀の間にオランダは、世界最強の海洋国家となった。この時期にオランダの画家たちが制作した海景画の数が多かったのは、安定的な需要があったからだと考えられる。海景画家の中で最も成功したのは、ウィレム・ファン・デ・フェルデ (子) である。同名の父もまた海景画家で、彼は「ペン画」と呼ばれる作品を制作した。息子は父親のもとで修業をし、やがて2人は共同制作をするようになる。父親の緻密な素描を用いて、息子が入念に多色の海景画に仕上げたのである。親子はほかに類を見ないほど精確に船を描いたが、その精確さはいまだに海洋歴史学者を驚嘆させている。彼らは、明らかに実際の航海業に対する強い関心を持っていた。
本作に描かれているのはおそらく、海軍本部の役人がゾイデル海を通って沖合の艦隊を訪ねるためにアムステルダムを出発しているところであろう。精巧に描出された船を注意深く配置した画面では、どこまでも穏やかな雰囲気が生み出されており、その静穏さを乱すのは白い煙となっている礼砲を放つ中央の帆船だけである。このオランダの旗を掲げている帆船は国家所有のもので、礼砲は左横の荷船で近づいている役人たちへの挨拶となっている。帆船の甲板ではトランペット奏者がファンファーレを奏でており、それには画面手前左側の荷船に乗っているトランペット奏者が同じくファンファーレで返礼している。
視点が低く設定されている画面では青空が大きく広がっているが、空は陽光に照らされた雲ならびにマストや帆が形作る模様で精緻に装飾されている。一方、両側に停泊する船の間の海水面は鏡のように輝いている。対角線上に後退していく船列が生み出す奥行き感は見事である。ファン・デ・フェルデは、単に無数の細部描写において精確であっただけではない。彼の目的は、実在する港湾風景を極上の美術品に変容させるような画面を作り出すことであった。本作はファン・デ・フェルデのほかの傑作同様、彼がその課題をこなして余りある力量の持ち主であったことを証だてている。